# 문산시외버스터미널
문산시외버스터미널(Munsan Integrated Bus Terminal, 文山市外 Bus Terminal)은 경기도 파주시 문산읍 문향로 72 (문산리)에 있었던 터미널이다.

## 개요
본래 터미널은 주차장, 매표소, 대합실, 사용하는 소형 건물, 철제 지붕 등으로 된 승차장이 있었다. 승차장은 6개의 승차 홈으로 나뉘어 있으며, 과거에는 모두 시외버스 노선이 운행하였지만 지금은 대부분 형간 전환된 시내버스 노선이 주로 정차하고 있다. 시외버스 노선은 2013년까지만 해도 부천터미널 소풍으로 운행하는 5000번 노선이 유일하여 시외버스 터미널의 역할이 거의 상실되었으나 2013년 9월 17일부터 광주광역시로 운행하는 노선과 창원으로 가는 노선이 신설되어 터미널의 역할을 회복하였다. 또 2014년 6월 30일부터 대전과 강릉의 노선도 운행을 시작하였으며, 8월 24일부터 충주행 노선도 신설되었다. 2014년 10월 13일부터 시외버스와 고속버스는 모두 문산역 건너편의 고속버스 정류소에서 매표와 승하차한다.
사실상 시내버스 차고지도 겸하고 있었으나 신일여객과의 마찰 때문에 703번(2017년 11월에 774번으로 변경) 시내버스는 이 터미널까지 운행하지 못하고 터미널에서 1km 넘게 파주읍 방향 동쪽으로 떨어져 있는 선유리의 옛 자이언트부대 자리를 기점으로 터미널에서 공차회송하여 운행하였으며, 774번으로 바뀌고 2019년 8월 4일 운행을 마지막으로 경기도 파주시 파주읍 파주리로 단축되어 문산터미널에서 완전히 철수할 때까지 서로 마찰이 지속되었다. 경영난을 겪은 신성교통(서울법인)이 서현교통(현 성남교통)에서 서울 지역 계열사로 신설한 법인인 서울운수로 넘어가며, 703번(→774번)의 운행사가 서울운수로 변경된 후에는 서울운수가 신성교통으로부터 선유리 문산신성CNG충전소 자리를 임차해서 2019년 8월 4일을 마지막으로 철수할 때까지 문산영업소로 이용하였다.
2017년 10월 16일부터 기존 시내버스 정차를 중지하고 북쪽으로 약 50m 떨어진 곳에 시내버스 승강장을 설치해 여기에 시내버스가 정차하기 시작하였으며, 노후화된 기존 터미널 건물은 철거되었다. 이에 따라 774번은 2019년 8월 4일 운행을 마지막으로 문산에서 철수할 때까지 여기 대신 선유리의 문산신성CNG충전소에 주차하였다. 철거된 터미널 자리에는 문산터미널타워 건물이 2019년 4월에 완공되었으며, 터미널 기능은 완전히 상실했다. 물론 해당 신축 건물도 신성 계열의 소유다.

## 운행 노선
시외버스
- 2010년 4월 9일부터 잠시동안 춘천행 시외버스가 운행한 적이 있다.[6]
- 2017년 5월 10일부터 충주행 노선이 운행을 중단하였다.[7]
- 2019년 11월 25일부터 광주행 노선이 운행을 중단하였다.
- 2020년 1월 13일부터 대전행 노선이 연천으로 연장되었다.
- 2023년 3월 27일부터 부천행(R5000) 노선이 직행좌석버스로 전환되었다.

| 운행 노선       | 운행업체         | 운행구간 | 운행구간 | 운행구간 | 경유지                                             | 배차 간격 (분) | 시간표       |
| --------------- | ---------------- | -------- | -------- | -------- | -------------------------------------------------- | -------------- | ------------ |
| 문산 ↔ 대구     | 코리아와이드대성 | 문산     | ↔        | 대구서부 | 금촌, 운정, 청주, 남청주, 구미, 구미공단, 구미복지 | 2회            | 08:20, 14:10 |
| 문산 ↔ 대전복합 | 대원고속         | 문산     | ↔        | 대전     | 금촌, 운정, 대전청사                               | 2회            | 08:25, 09:55 |

공항버스
- 2014년 10월 13일부터 문산시외버스터미널에서 문산역 방향으로 150m 떨어진 문산역로 도로변의 정류장으로 변경 운영한다.

| 노선 번호               | 운행업체 | 운행구간 | 운행구간 | 운행구간                   | 경유지 | 배차 간격 (분) | 비고                                                                               |
| ----------------------- | -------- | -------- | -------- | -------------------------- | --- | -------------- | ---------------------------------------------------------------------------------- |
| 문산 ↔ 인천공항 (A5600) | 경기고속 | 문산     | ↔        | 인천국제공항 제2여객터미널 | 정다운마을.LG기숙사, 월롱역, 금촌역, 금릉역, 가람마을 3.4.6단지, 한길육교, 야당역.한빛마을 5.9단지, 한빛마을 3.6단지, 지산중학교.운정행복센터, 운정광역보건지소, 산내마을 6.8단지, 숲속길마을 7단지, 인천공항 3층출국장(T1) | 60~120         | 2014년 4월 1일부터 운행회사 변경 첫차 : 04:50 (문산 기준) 막차 : 19:50 (문산 기준) |